# Dwór w Święcku
Dwór w Święcku – budynek został wzniesiony pod koniec XIX wieku. Obecnie pełni funkcje mieszkalne.

## Położenie
Dwór położony jest w zachodniej części wsi Święcko, w Polsce, w województwie dolnośląskim, w powiecie kłodzkim, w gminie Kłodzko.

## Historia
Dwór został wzniesiony pod koniec XIX wieku. Obecnie budynek jest dobrze utrzymaną własnością prywatną i pełni funkcje mieszkalne.

## Architektura
Jest to niewielki dom mieszkalny, murowany, potynkowany, założony na planie prostokąta, na wysokich piwnicach, parterowy, z użytkowym poddaszem, nakryty płaskim dachem. Fasada (elewacja południowo-zachodnia) jest pięcioosiowa, z centralnym umieszczonym głównym wejściem, do którego prowadzą schody. Elewacje zachowały ozdobne detale architektoniczne: proste gzymsy między kondygnacjami, nadokienniki, gzyms wieńczący z fryzem arkadowym i krenelaż.

W sąsiedztwie dworu zachowały się zabudowania folwarczne z XVIII i XIX wieku.